# ديامانتي
ديامانتي ( كالابريان: Diamàndë) هي مدينة ساحلية وكومونا في مقاطعة كزنسة، وهي جزء من منطقة قلورية في جنوب إيطاليا.